# Secrets (demo)
Secrets – pierwsze demo hiszpańskiego zespołu wykonującego muzykę z pogranicza gothic metalu oraz metalu symfonicznego Diabulus in Musica, zostało wydane w 2009 roku przez sam zespół.

## Lista utworów
Opracowano na podstawie materiału źródłowego.
1. "St. Michael's Nightmare" - 07:53
2. "Nocturnal Flowers" - 04:23
3. "Lies In Your Eyes" - 03:57
4. "Isthar" - 04:03